# Лохана
Лохана (хинди लोहाना IAST: lohānā) — торговое и коммерческое джати в Индии. Члены этого наследственного сословия — лоханы — считают себя потомками Лавы, сына Рамы, а также династии Рагхувамша (непальск. रघुवंश). На протяжении нескольких столетий лоханы жили порознь в различных регионах, потому разделились на множество культурных групп. Культура, язык, профессии и общественное устройство у лохан, говорящих на гуджарати или родственных языках, говорящих на синдхи и на качи — существенно отличаются.

## Происхождение
По словам историка Ричарда Бёртона (англ. Richard Burton), исторической родиной лоханов является Лоханпур, округ Мултан, провинция Пенджаб, современный Пакистан.
Мэтью А. Кук (англ. Matthew A. Cook) добавляет, что согласно Бёртону, большинство лоханов происходят от панджабцев, о чём свидетельствуют общие для тех и других манеры, обычаи, религиозные верования и обряды, а также фамилии. Согласно Юргену Шафлечнеру (нем. Jürgen Schaflechner), имеется множество сходств между панджабскими кхатри (хинди खत्री) и лоханами. Те и другие приглашают сарасватских браминов как служителей культа, имеют общие религиозные ритуалы, мифы; допускаются даже браки между лоханами и кхатри. Многие пандждабские кхатри и бхатии были ассимилированы лоханами.
Синдхийские лоханы — множество подкаст варны вайшьев. Остальные синдхи — брамины и бхатии. И хотя синдхийские лоханы традиционно занимаются торговлей и другой вайшьевской деятельностью, многие из них верят в своё происхождение от древних кштатриев, считают себя потомками легендарного Лавы из «Рамаяна». По их исторической легенде, индуистский бог Варуна построил железный форт для защиты некоторых Ратхор Раджпутов. Лоханы утверждают, что этот форт через 21 день «исчез», и те Ратхоры в дальнейшем назывались лоханами — словом, которое они сами понимают в смысле «сделанные из железа». Тем не менее, Пьер Лашер (фр. Pierre Lachaier) утверждает, что слово «лохана» произошло от названия города Лохаргадх (Лахор).
До того, как стать преимущественно торговцами, лоханы и бхатии занимались сельским хозяйством. Госвами утверждает, что их положение было «двусмысленным», их нельзя было отнести ни к низкой, ни к высокой касте. Есть свидетельства о существовании джати лохана как минимум с 300 года до нашей эры.

## Подгруппы
Лоханы составляют большинство среди синдхов-индуистов (англ. Sindhi Hindus). Синдхийские лоханы подразделяются на несколько групп: традиционно более образованные «амилы», которые при мусульманских правителях работали писарями, и менее образованные «бхайбанды», занимавшиеся торговлей.

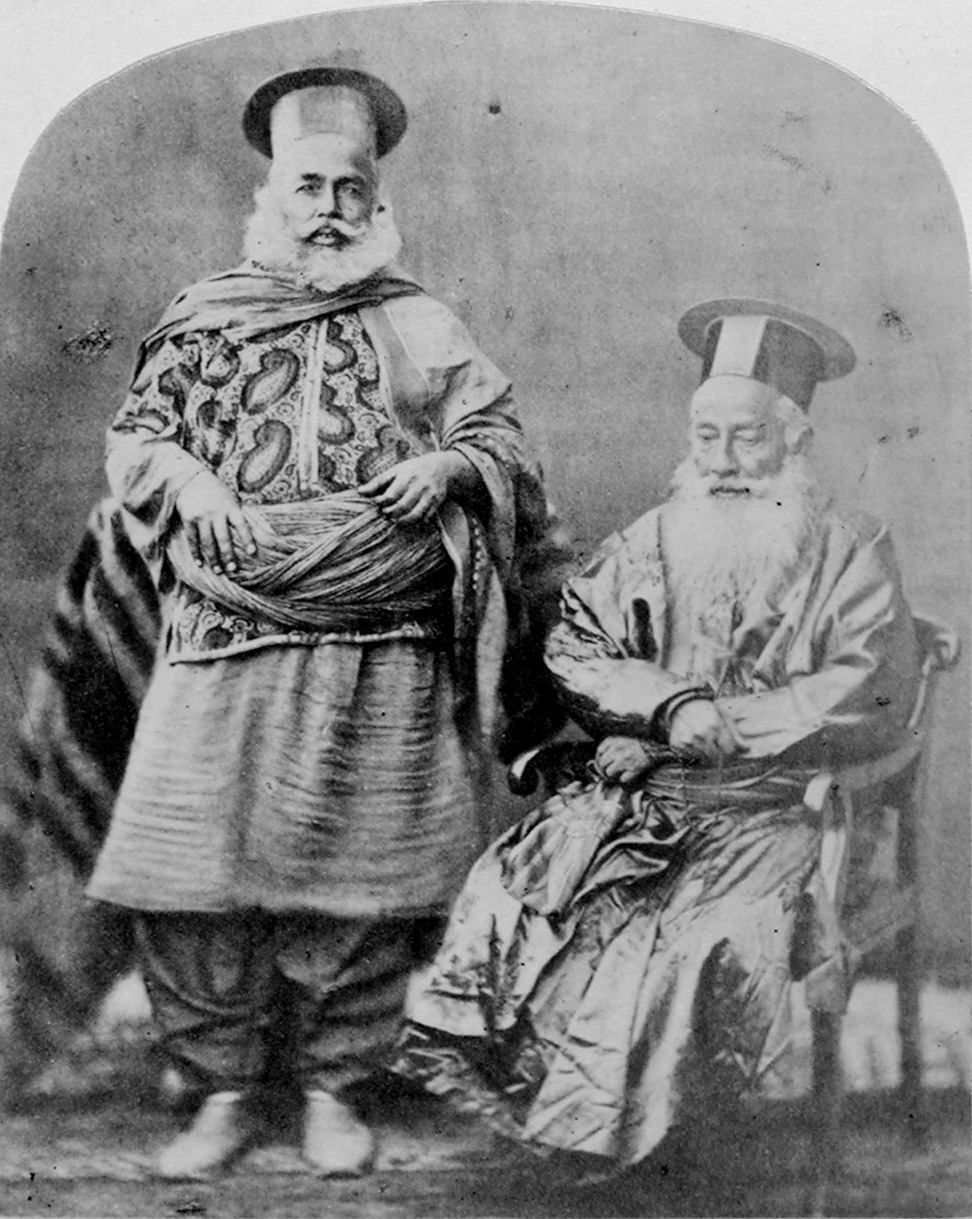
Амилы

- амилы (англ. amil): «верхний класс» образованных лохан, которые служили писарями вначале при мусульманских, а в XVIII—XIX веках — при британских правителях. Сейчас их потомки в основном работают чиновниками в администрациях, почтовыми служащими, сборщиками налогов и т. п. Первоначально амилы составляли 10-15 % среди синдхийских лохан[16][17].
- бхайбанд: «нижний класс» лохан, занимаются в основном торговлей (особенно оптовой), ростовщичеством, реже другими видами бизнеса. Бхайбанды наладили межрегиональную и международную торговлю ещё до прихода британцев и сыграли важную роль в развитии города Карачи[18][17].
- сахити (англ. sahiti): «средний класс» между амилами и бхайбандами, могущий заниматься как государственной гражданской службой, так и торговлей.

Синдхийские лоханы не были генетически закрытой кастой, и на протяжении многих столетий присоединили к себе множество людей из других этносоциальных групп Индийского субконтинента.

## История
Согласно «Чачнаме» (англ. Chach Nama), племя самма (англ. samma) было одной из родовых ветвей джати лохана. Султан Дели Ала ад-Дин аль-Хильджи (1296—1316) несколько раз воевал против принцев Сумра, которые то покорялись, то вновь поднимали восстание. Одновременно шли местные конфликты между принцами Сумра, вождями племени самма и вождями других племён, которые использовались делийским султанатом в своих политических целях. Только в годы правления Фируз-шаха Туглака (1351—1388) вожди племени самма окончательно победили принцев Сумра и взяли полную власть над синдхами.

### Возникновение мусульманских общин Кходжа и Мемон
Согласно устным преданиям лохан, закат их королевства начался после смерти Вира Дады Лашраджа (Veer Dada Jashraj), а их самоназвание «лохана» происходит от названия города Лахор (Лохаргадх, Лоханпур, Лохкот), из которого лоханы мигрировали в другие места в XIII веке, после того, как город был покорён мусульманскими завоевателями.
В XV веке Пир Сардин (англ. Pir Sadardin) обратил некоторых лохан в ислам низаритского толка. До того они поклонялись в основном индуистской богине Шакти. Отголоски прежних верований сохранились в гинанах (англ. ginans) — изустно передаваемых религиозных гимнах, ставшей важной частью культуры новой кастоподобной этнической группы, ставшей известной под именем ходжа (от персидского титула «ходжа»).
В 1422 году Джам Рай Дан (Jam Rai Dan) были синдхийским племенным вождём при правлении династии Самма; он был обращён в ислам Саядом Еусуфом-уд-Дином (Sayad Eusuf-ud-Din) и принял новое имя Макраб Хан (Makrab Khan). В то время человек по имени Манкеджи (Mankeji) стоял во главе 84 семей (нукхов), близких ко двору короля из династии Самма. Король убедил Манкеджи принять ислам. Не все лоханы согласились отказаться от своей индуистской религии, однако в округе Татта 6178 человек из 700 семей стали мусульманами. Они и их потомки известны как мемоны (англ. Memon); это название произошло от слова «мумин».

### Миграции
В период между 1880 и 1920 годом тысячи индуистов-гуджаратцев переехали из Индии в коронные колонии Великобритании на Великих Африканских озёрах (современные Уганда, Кения и территория бывшей Танганьики). Значительная часть этих переселенцев были патидарами (англ. Patidar) и лоханами. Но они были не первыми индийскими торговцами в том регионе; там уже успела сформироваться торговая диаспора гуджаратских мусульман.
После раздела Британской Индии в 1947 году лоханы из Кача и Синдха в больших количествах мигрировали в Гуджарат — в основном в Кач, Ахмадабад и Вадодару. Многие также поселились в Бомбей, Мулунд, Пуну и Нагпур.
Лоханы — мигранты в Восточную Африку, коих было 40 000 в 1970 году, в основном прибыли из городов Джамнагар и Раджкот. Многие из них создали новые коммерческие предприятия; среди самых успешных бизнесменов-основателей можно назвать Нанджи Калидаса Мехту (англ. Nanji Kalidas Mehta) и Мулджибхая Мадхвани (англ. Muljibhai Madhvani).
Во второй половине XX века, после получения независимости британскими колониями, и особенно после изгнания индийцев из Уганды по приказу Иди Амина, основная часть лоханов-мигрантов направилась в Соединённое Королевство, меньшая — в США, Канаду и другие страны. В Англии наибольшее скопление лоханов и других гуджаратских индуистов наблюдается в пригородах Западного Лондона (англ. West London) Уэмбли и Харроу (англ. Harrow), а также в Лестере (Восточный Мидленд).

## Обычаи и религия
Лоханы в основном продолжают придерживаться индуизма, поклоняются Кришне, особенно в форме Шринатхджи, и другим индуистским божествам, аватарам Вишну, таким, как Рама и Сита, а также Солнцу. Также почитают богинь: Шакти в форме Равирандал Матаджи и Парвати под именем Амбика. У лоханов популярны Джаралам Бапа (гудж. જલારામ બાપા) и Йогиджи Махара (англ. Yogiji Maharaj), индуистские святые XIX века. Почитаемые клановые божества — куладеваты (хинди कुलदेवता) — Рана Джашрадж, Харкор, Синдхви Шри Сикотар Мата и Джулелал. Некоторые рода лохан почитают клановую богиню Хингладж.
Сообщества лоханов, бхатий и кхатри близки друг к другу и допускают браки между собой. Служителями культа для всех для них являются сарсватские брамины (хинди सारस्वत ब्राह्मण).

### Фамилии
Поскольку принадлежность к той или другой подкасте лохан обычно передаётся по наследству по отцовской линии вместе с фамилией, можно перечислить фамилии людей, принадлежащих к этому джати. Ниже в таблице эти фамилии приведены в английской транскрипции.
| Подкаста                 | Фамилии |
| ------------------------ | --- |
| Гуджарати- и кучи-лоханы | Adwani Aahiya, Adhia, Asani, Aswani, Arwani, Ajwani, Ambiya, Amlani, Motwani, Mirchandani, Adatia, Anadkat, Bariya, Bhatadi, Bambani ,Bharani, Borwani, Balwani, Bijwani, Bhayani, Bhimani, Bhimjiyani, Belwani, Bhojani, Chugani, Chelani, Charewani, Chemwani, Chadupotra, Chandan, Chandarana, Chug, Davda, Dolwani, Devani, Dhanak, Dhakar, Gadhiya, Gajan, Gajjar, Gakhar, Gandhi, Gatha, Gokani, Hindocha, Jobanputra, Kataria, Khakkar, Kotak, Kotecha, Khetani, Khetwani, Kolwani, Ladhak, Lodhiya, Manghirmalani, Madan, Madlani, Madhvani, Majithia, Manek, Kariya, Thakkar, Ganatra, Mahtani, Mashru, Nathwani, Pandhi, Popat, Pujara, Rariya, Ruparel, Regani, Rughwani, Rewani, Reslani, Rijwani, Romwani, Reetwani, Sachdev, Shakrani, Sejpal, Sunchak, Tanna, Pabari, Thakaral, Unadkat |
| Синдхи-амилы             | Advani, Ahuja, Ajwani, Bathija, Bhavnani, Bijlani, Chhablani, Chugan, Dadlani, Daryani, Dudani, Gidwani, Hingorani, Idnani, Issrani, Jagtiani, Jhangiani, Kandharani, Karnani, Kewalramani, Khubchandani, Kriplani, Lalwani, Mahtani, Makhija, Malkani, Manghirmalani, Manshani, Mansukhani, Mirchandani, Mukhija, Panjwani, Punwani, Ramchandani, Rijhsanghani, Sadarangani, Shahani, Sipahimalani, Sippy, Sitlani, Takthani, Thadani, Vaswani, Wadhwani, Uttamsinghani |
| Синдхи-бхайбанды         | Aishani, Agahni, Anandani, Aneja, Ambwani, Asija, Bablani, Bajaj, Bhagwani, Bhaglani, Bhagnani, Balani, Baharwani, Biyani, Bodhani, Chhabria, Channa, Chothani, Dalwani, Damani, Dhingria, Dolani, Dudeja, Gangwani, Ganglani, Gajwani, Gulrajani, Hotwani, Harwani, Jamtani, Jobanputra, Juneja, Jumani, Kateja, Kodwani, Khabrani, Khairajani, Khanchandani, Lakhani, Lanjwani, Longan, Lachhwani, Ludhwani, Lulia, Lokwani, Mamtani, Mirani, Mirwani, Mohinani, Mulchandani, Nihalani, Nankani, Nathani, Parwani, Phull, Qaimkhani, Ratlani, Rajpal, Rustamani, Ruprela, Sambhavani, Santdasani, Soneji, Sethia, Sewani, Tewani, Tejwani, Tilokani, Tirthani, Wassan, Vangani, Vishnani, Visrani, Virwani, Valbani                                                                                  |